# Віларіню-даш-Азеняш
Віларіню-даш-Азеняш (порт. Vilarinho das Azenhas; МФА: [vi.ɫɐ.ˈɾi.ɲu dɐz ɐ.ˈzɐ.ɲɐʃ]) — парафія в Португалії, у муніципалітеті Віла-Флор. Розташована в північно-східній частині країни, на теренах історичної португальської провінції Трансмонтана. Входить до складу округу Браганса. За адміністративним поділом, чинним до 1976 року, терени парафії були складовою провінції Трансмонтана і Верхнє Дору. Належить до Брагансько-Мірандської діоцезії Католицької церкви. Патрон — свята Юста. Площа — 14,1510 км². Населення — 109 ос. (2011). Слабо урбанізований регіон. Густота населення — 7,7 осіб/км²
. Код — 041018.

## Населення
| Кількість мешканців | Кількість мешканців | Кількість мешканців | Кількість мешканців | Кількість мешканців | Кількість мешканців | Кількість мешканців | Кількість мешканців | Кількість мешканців | Кількість мешканців | Кількість мешканців | Кількість мешканців | Кількість мешканців | Кількість мешканців | Кількість мешканців |
| ------------------- | ------------------- | ------------------- | ------------------- | ------------------- | ------------------- | ------------------- | ------------------- | ------------------- | ------------------- | ------------------- | ------------------- | ------------------- | ------------------- | ------------------- |
| 1864                | 1878                | 1890                | 1900                | 1911                | 1920                | 1930                | 1940                | 1950                | 1960                | 1970                | 1981                | 1991                | 2001                | 2011                |
| 189                 | 243                 | 216                 | 243                 | 232                 | 214                 | 266                 | 297                 | 374                 | 306                 | 202                 | 230                 | 197                 | 140                 | 109                 |